# Kedrostis laxa
Kedrostis laxa är en gurkväxtart som beskrevs av Keraudr. Kedrostis laxa ingår i släktet Kedrostis och familjen gurkväxter. Inga underarter finns listade i Catalogue of Life.